# ايفان شوفالييه
ايفان شوفالييه (بالفرنسية: Evan Chevalier)‏ (13 مايو 1992 فرنسا - ) هو لاعب كرة قدم فرنسي يلعب كلاعب وسط.

## روابط خارجية
- ايفان شوفالييه على موقع رابطة كرة القدم الفرنسية للمحترفين (الإنجليزية)
- ايفان شوفالييه على موقع إي إس بي إن إف سي (الإنجليزية)
- ايفان شوفالييه على موقع قاعدة بيانات كرة القدم.إي يو (الإنجليزية)
- ايفان شوفالييه على موقع AS.com (الإسبانية)